# Gujana Brytyjska na Letnich Igrzyskach Olimpijskich 1956
Gujana Brytyjska na Letnich Igrzyskach Olimpijskich 1956, reprezentowana była przez zaledwie 4 sportowców (3 mężczyzn i 1 kobietę). Żadnemu z atletów nie udało się zdobyć medalu na tej olimpiadzie.

## Występy reprezentantów Gujany Brytyjskiej

### Lekkoatletyka

#### Konkurencje biegowe

##### Kobiety
| Zawodnik            | Konkurencja | Eliminacje | Eliminacje | Półfinał | Półfinał | Finał | Finał   | Źródło |
| Zawodnik            | Konkurencja | Czas       | Pozycja    | Czas     | Pozycja  | Czas  | Pozycja | Źródło |
| ------------------- | ----------- | ---------- | ---------- | -------- | -------- | ----- | ------- | ------ |
| Claudette Masdammer | 100 m       | 12.7       | 5.         | NQ       | NQ       | NQ    | NQ      | [ 1 ]  |
| Claudette Masdammer | 200 m       | 25.4       | 4.         | NQ       | NQ       | NQ    | NQ      | [ 1 ]  |

##### Mężczyźni
| Zawodnik      | Konkurencja | Eliminacje | Eliminacje | Ćwierćfinały | Ćwierćfinały | Półfinał | Półfinał | Finał | Finał   | Źródło |
| Zawodnik      | Konkurencja | Czas       | Pozycja    | Czas         | Pozycja      | Czas     | Pozycja  | Czas  | Pozycja | Źródło |
| ------------- | ----------- | ---------- | ---------- | ------------ | ------------ | -------- | -------- | ----- | ------- | ------ |
| Oliver Hunter | 100 m       | 11.1       | 5.         | NQ           | NQ           | NQ       | NQ       | NQ    | NQ      | [ 2 ]  |
| Oliver Hunter | 200 m       | 22.4       | 4.         | NQ           | NQ           | NQ       | NQ       | NQ    | NQ      | [ 3 ]  |

### Podnoszenie ciężarów

#### Mężczyźni
| Zawodnik         | Konkurencja  | Wyciskanie | Wyciskanie | Rwanie   | Rwanie  | Podrzut | Podrzut | Suma     | Suma    | Źródło |
| Zawodnik         | Konkurencja  | Wynik      | Pozycja    | Wynik    | Pozycja | Wynik   | Pozycja | Wynik    | Pozycja | Źródło |
| ---------------- | ------------ | ---------- | ---------- | -------- | ------- | ------- | ------- | -------- | ------- | ------ |
| Henry Swain      | waga kogucia | 80 kg      | 12.        | 82,5 kg  | 12.     | 110 kg  | 13.     | 272,5 kg | 13.     | [ 4 ]  |
| Winston McArthur | waga średnia | 100 kg     | 12.        | 112,5 kg | 6.      | 140 kg  | 11.     | 352,5 kg | 11.     | [ 5 ]  |